# Marcel Keller
Marcel Keller (* 1960 in Düren) ist ein deutscher Bühnenbildner und Regisseur.
1978, noch während seiner Schulzeit am Stiftischen Gymnasium, war er Gastschüler im Fachbereich Bildhauerei an der Fachhochschule für Kunst und Design in Köln bei Hans Karl Burgeff. Nach dem Abitur absolvierte er ein Praktikum im Ausstattungsatelier der Münchner Staatsoper. 1979 wurde er Assistent für Bühnenbild bei Filipo Sanjust an der Wiener Staatsoper. Von 1980 bis 1982 war er Assistent für Bühne und Kostüme bei Jürgen Rose. 1982 bis 1984 war er Assistent für Bühne und Kostüme an den Münchner Kammerspielen. Seit 1982 folgten dann zahlreiche eigene Arbeiten als Bühnen- und Kostümbilder. 1990 bis 1992 war er Bühnen- und Kostümbildner am Berliner Schillertheater. Seit 1993 arbeitet er auch als Regisseur.
Marcel Keller entwarf Ausstellungen für das Deutsche Historische Museum Berlin, das Haus der Geschichte und das Theodor-Heuss-Haus in Stuttgart. Das Leopold-Hoesch-Museum Düren widmete ihm im Dezember 2006 eine Einzelausstellung.

## Arbeiten am Theater (Auswahl)
- 1982, Off-Off-Theater München: Bühne und Kostüme für Still im Aug' erglänzt die Träne (Literarische Revue). Regie: Dieter Traupe
- 1984, Münchner Staatsoper (Bayerischen Staatsoper München): Bühne und Kostüme für Kadettenball (Ballett). Choreografie: Heinz Maniegel
- 1985, Theater Bremen: Bühne und Kostüme für Vom dicken Schwein, das dünn werden wollte von Jérôme Savary. Regie: Sigrid Herzog
- 1986, Münchner Kammerspiele: Bühne und Kostüme für Fool for Love von Sam Shephard. Regie: Günther Gerstner
- 1987, Mannheimer Theater: Bühnenbild für Trilogie des Wiedersehens von Botho Strauss. Regie: Jürgen Bosse
- 1987, Seven Stages Theatre (Atlanta, USA): Bühne und Kostüme für The Frog von Herbert Achternbusch. Regie: Sigrid Herzog
- 1987, Münchner Kammerspiele: Bühne und Kostüme für Mann ist Mann von Bertolt Brecht. Regie: Günther Gerstner
- 1987, Freiburger Theater: Bühne und Kostüme für Der Prozess von Schamgorod von Elie Wiesel. Regie: Sigrid Herzog
- 1987, Mannheimer Theater: Bühnenbild für Mutter Courage von Bertolt Brecht. Regie: Winfried Lachauer
- 1988, Schauspiel Bonn: Bühne und Kostüme für Schlachten von Rainald Goetz. Regie: Günther Gerstner
- 1988, Münchner Kammerspiele: Bühnenbild für Im Dickicht der Städte von Bertolt Brecht. Regie: Hans-Joachim Ruckhäberle
- 1988, Deutsches Theater München: Bühne und Kostüme für Die Großherzogin von Gerolstein von Jacques Offenbach. Regie: Edmund Gleede
- 1988, Münchner Kammerspiele: Bühnenbild für Der Frosch von Herbert Achternbusch. Regie: Sigrid Herzog
- 1989, Freiburger Theater: Bühne und Kostüme für Mein Herbert von Herbert Achternbusch. Regie: Sigrid Herzog
- 1989, Harbourfront Theatre (Toronto): Bühne und Kostüme für Big and Little von Botho Strauss. Regie: Sigrid Herzog
- 1989, Staatstheater Wiesbaden: Bühne und Kostüme für Der Geizige von Molière. Regie: Günther Gerstner
- 1989, Münchner Kammerspiele: Bühnenbild für Wolokolamsker Chaussee von Heiner Müller. Regie: Hans-Joachim Ruckhäberle
- 1990, Freiburger Theater: Bühnenbild für Orestes von Euripides. Regie: Günther Gerstner
- 1990, Freiburger Theater: Bühnenbild für Sechs Personen suchen einen Autor von Pirandello. Regie: Günther Gerstner

- 1990, Freiburger Theater: Bühnenbild für Die Schauspieler von Einar Schleef. Regie: Günther Gerstner
- 1991/92 Schillertheater (Berlin): Bühne und Kostüme für Der Besuch der alten Dame von Friedrich Dürrenmatt. Regie: Alfred Kirchner
- 1991/92 Schillertheater (Berlin): Bühne und Kostüme für Der öffentliche Ankläger von Fritz Hochwälder. Regie: Günther Gerstner
- 1991/92 Schillertheater (Berlin): Bühne und Kostüme für Das Vermächtnis von Marivaux. Regie: Günther Gerstner
- 1991/92 Schillertheater (Berlin): Bühne und Kostüme für Weekend im Paradies von Arnold und Bach. Regie: Günther Gerstner
- 1991/92 Schillertheater (Berlin): Bühne und Kostüme für Märchen in Deutschland, Gebrüder Grimm. Regie: Alexander Lang
- 1991/92 Schillertheater (Berlin): Bühne und Kostüme für Geheime Freunde von Rudolf Herfurtner. Regie: Airan Berg
- 1993, Staatstheater Stuttgart: Regie, Bühne und Kostüme für Little Hitler von Arnold Bernfeld
- 1993, Thalia Theater (Hamburg): Bühnenbild für Minna von Barnhelm von Gotthold Ephraim Lessing. Regie: Wolf-Dietrich Sprenger
- 1994, Thalia Theater (Hamburg): Bühnenbild für Die Räuber von Friedrich Schiller. Regie: Wolf-Dietrich Sprenger
- 1994, Staatstheater Stuttgart: Regie, Bühne und Kostüme für Ostpolzug von Arnolt Bronnen
- 1994, Staatstheater Stuttgart: Bühne und Kostüme für Das sind sie schon gewesen, die besseren Tage von Andreas Marber. Regie: Günther Gerstner
- 1994, Comédie-Française (Paris): Bühne und Kostüme für Le Prince de Homburg von Heinrich von Kleist. Regie: Alexander Lang
- 1995, Staatstheater Stuttgart: Bühne und Kostüme für Der Lockruf der Bahnhofsmission von Andreas Marber. Regie: Günther Gerstner, (Keine Premiere)
- 1995, Staatstheater Stuttgart: Bühne und Kostüme für Doppeltüren von Alan Aykborne. Regie: Christian Pade
- 1995, Staatstheater Stuttgart: Regie, Bühne und Kostüme für Unter der Treppe
- 1996, Staatstheater Stuttgart: Regie für Kunst von Yasmina Reza
- 1996, Deutsches Theater Berlin: Bühne und Kostüme für Torquato Tasso von Johann Wolfgang Goethe. Regie: Alexander Lang
- 1996, Maxim-Gorki-Theater (Berlin): Bühnenbild für Kabale und Liebe von Friedrich Schiller. Regie: Günther Gerstner
- 1997, Comédie-Française (Paris): Bühne und Kostüme für Nathan le Sage von Gotthold Ephraim Lessing. Regie: Alexander Lang
- 1997, Staatstheater Stuttgart: Regie für Stella von Johann Wolfgang Goethe
- 1997, Oper Leipzig: Bühnenbild für Der Rosenkavalier von Richard Strauss. Regie: Alfred Kirchner
- 1998, Staatstheater Stuttgart: Regie und Bühnenbild für The Women - Damen der Gesellschaft von Claire Boothe Luce
- 1998, Schillertheater (Berlin): Bühnenbild für Sekretärinnen von Franz Wittenbrink. Regie: Günther Gerstner
- 1998, Staatstheater Stuttgart: Regie und Bühnenbild für Lessings Passion von Dieter Hildebrandt
- 1999, Comédie-Française (Paris): Bühne und Kostüme für Faust 1 von Johann Wolfgang Goethe. Regie: Alexander Lang
- 1999, Staatstheater Stuttgart: Regie und Bühnenbild für Fit in Fesseln von Nicky Silver
- 1999, Theater am Neumarkt Zürich: Konzept, Regie und Bühnenbild für Future Perfect - Zeit Reisen
- 2000, Staatstheater Stuttgart: Regie und Bühnenbild für Merzedes stirbt von Franzobel
- 2000, Schauspiel Leipzig: Bühne und Kostüme für Die Nibelungen von Friedrich Hebbel. Regie: Alexander Lang
- 2001, Theater an der Winkelwiese (Zürich): Regie und Bühnenbild für Lessings Passion von Dieter Hildebrandt (Autor)
- 2003, Staatstheater Stuttgart: Regie, Bühne und Kostüme für Das Stuttgarter Hutzelmännlein und die schöne Lau nach Mörike
- 2003, Akademie Schloss Solitude Stuttgart: Regie, Bühne und Kostüme für Klopfzeichen. Leuchtfeuer. Rauchsignale. von Klaus Fehling (Uraufführung)
- 2004, Staatstheater Stuttgart: Regie und Bühnenbild für Alice im Wunderland nach Lewis Carroll
- 2005, Futur3/Freihandelszone Köln: Regie, Bühne und Kostüme für Gerichtet in der Stadt von Klaus Fehling (Uraufführung)
- 2006, Bayerisches Staatsschauspiel München (Marstall): Regie, Bühne und Kostüme für Böse Märchen
- 2006, Theater Osnabrück: Regie, Bühne und Kostüme für Vor dem Ruhestand von Thomas Bernhard
- 2007, Theater Basel: Regie und Bühnenbild für Wilde - Der Mann mit den traurigen Augen von Händl Klaus
- 2007, Theater Osnabrück: Regie und Bühne für Fairy Queen, Oper von Henry Purcell
- 2007, Theater Augsburg: Regie und Bühne für Bunbury oder Ernst sein ist wichtig, Schauspiel von Oscar Wilde
- 2008, Theater Osnabrück: Regie, Bühne und Kostüme für Risiken und Nebenwirkungen, Schauspiel von Klaus Fehling (Uraufführung)
- 2008, Theater Osnabrück: Bühnenbild für Die schmutzigen Hände von Jean-Paul Sartre. Regie: Cornelia Crombholz
- 2008 Theater Augsburg: Regie, Bühne und Kostüme für Warten auf Godot von Samuel Beckett
- 2009 Theater Augsburg: Regie und Bühne für Die Zauberflöte von Wolfgang Amadeus Mozart
- 2009 Theater Augsburg: Bühnenbild für Arsen und Spitzenhäubchen. Regie: Markus Trabusch
- 2009 Theater Augsburg: Regie, Bühne und Kostüme für Ronja Räubertochter von Astrid Lindgren
- 2010 Theater Augsburg: Bühnenbild für die Ballettproduktion Strawinsky Trilogie
- 2010 Theater Augsburg: Regie und Bühne für Die Kunst der Komödie
- 2010 Theater Osnabrück: Bühne und Kostüme für Das letzte Band. Regie: Dietmar Nieder
- 2010 Theater Osnabrück: Regie, Bühne und Kostüme für Groupie von Arnold Wesker
- 2011 Theater Osnabrück: Bühnenbild für Herr Puntila und sein Knecht Matti. Regie: Cornelia Crombholz
- 2011 Staatstheater Wiesbaden: Bühnenbild für Der Rosenkavalier. Regie: Renate Ackermann
- 2011 Theater Augsburg: Regie und Bühne für "Die Abseitsfalle", szenisch-musikalische Revue zur 10. FIFA Frauen-WM 2011
- 2011 Theater Osnabrück: Regie und Bühne für Der Graf von Luxemburg von Franz Lehár
- 2011 Schauspiel Graz, Bühne für "ENRON", Regie: Cornelia Crombholz
- 2012 Theater Heidelberg, Bühne für "Furcht und Hoffnung in Deutschland", Regie: Cornelia Crombholz
- 2012 Theater Heilbronn, Bühnenbild für "La Cage aux Folles", Regie: Jens Schmidl
- 2012 Landestheater Linz, Bühnenbild für "Pariser Leben", Regie: Adriana Altaras
- 2012 Theater Ingolstadt, Bühnenbild für "Sein oder Nichtsein", Regie: Cornelia Crombholz
- 2013, Theater Osnabrück, Regie und Bühne für "EVITA"
- 2013, Theater Heidelberg, Bühnenbild für "Hedda Gabler", Regie: Cornelia Crombholz
- 2013, Heidelberger Schlossfestspiele, Bühnenbild für "Die drei Musketiere", Regie: Holger Schultze
- 2013, Volkstheater Rostock, Bühnenbild für "Till Eulenspiegel", Regie: Cornelia Crombholz
- 2013, Volkstheater Rostock, Regie, Bühne und Kostüme für "Misery"
- 2013, Theater Osnabrück, Regie und Bühne für "Der Vogelhändler"
- 2013, Volkstheater Rostock, Regie und Bühne für "Außer Kontrolle"
- 2014, ForumTheater Stuttgart, Bühne und Kostüme für "Kopenhagen", Regie: Dieter Nelle
- 2014, Oper Graz, Regie und Bühne für "EVITA"
- 2014, Landesbühne Esslingen, Regie und Bühne für "Woyzeck" (Büchner/Waits)
- 2014, Theater Magdeburg, Bühnenbild für „Romeo und Julia“, Regie: Cornelia Crombholz
- 2015, Theater Regensburg, Bühnenbild für „Der Sommernachtsalbtraum auf St. Emmeram“, Regie: Jens Schmidl
- 2015, Oper Magdeburg, Bühnenbild für „Die Braut von Messina“, Regie: Cornelia Crombholz
- 2015, Landesbühne Esslingen, Regie und Bühne für „Der fliegende Holländer“ (Marber, UA)
- 2015, ForumTheater Stuttgart, Bühnenbild für „Das Wintermärchen“, Regie: Dieter Nelle
- 2015, Theater Osnabrück, Regie und Bühne für „My Fair Lady“
- 2016, Oper Magdeburg, Bühnenbild für „La Cage aux Folles“, Regie: Cornelia Crombholz
- 2016, Theater Pforzheim, Regie für „Die Blume von Hawaii“
- 2016, Schauspielhaus Bochum, Co-Regie bei „Moondog“ (FIDENA)
- 2016, Heidelberger Schlossfestspiele, Bühnenbild für „Kiss Me Kate“, Regie: Holger Schultze
- 2016, Landesbühne Esslingen, Regie und Bühne für „Doctor Faustus`Magical Circus – Part II“ (Lingnau/Adenberg, UA)
- 2017, Theater Heidelberg, Bühnenbild für „Ein Sommernachtstraum“, Regie: Holger Schultze
- 2017, Landesbühne Esslingen, Regie, Bühne, Kostüme und Puppendesign für „Also sprach Barbarossa“
- 2017, Theater Magdeburg, Bühnenbild für „Antiken-Trilogie“, Regie: Cornelia Crombholz
- 2017, Mainfranken Theater Würzburg, Regie und Bühne für „Die Csárdásfürstin“
- 2018, Landesbühne Esslingen, Regie und Bühne für „Der Freischütz“
- 2018, Theater Magdeburg und Ruhrfestspiele Recklinghausen, Bühne für „Die Präsidentin“, Regie Cornelia Crombholz
- 2018, Komödie am Steindamm, Düsseldorf, Regie, Bühne und Kostüme für „Der grüne Affe“
- 2018, Landesbühne Esslingen, Regie und Bühne für „Shockheaded Peter“
- 2019, Theater Heidelberg, Bühnenbild für „Die lustige Witwe“, Regie: Holger Schultze
- 2019, Landesbühne Esslingen, Regie, Bühne und Kostüme für „Backbeat - Die Beatles in Hamburg“
- 2019, Mainfranken Theater Würzburg, Regie, Bühne und Kostüme für „Kabale und Liebe“
- 2019, Theater Osnabrück, Regie und Bühne für „Eine Nacht in Venedig“

## Hörspielregie
- Und es wird ein großes Glück sein. Liebesbriefe von Lessing und Eva König, Hörbuch (2002)
- Man könnte ihn einen betrunkenen Shakespeare nennen, Grabbe – eine Tragödie in Briefen, Hörbuch (2003)
- Klaus Fehling: Klopfzeichen. Leuchtfeuer. Rauchsignale., Hörstück mit Musik (CD)
- "Letzte Zugabe" von Dieter Hildebrandt, gelesen von W. Sittler, Random House Audio 2014

| Personendaten    | Personendaten                         |
| ---------------- | ------------------------------------- |
| NAME             | Keller, Marcel                        |
| KURZBESCHREIBUNG | deutscher Bühnenbildner und Regisseur |
| GEBURTSDATUM     | 1960                                  |
| GEBURTSORT       | Düren                                 |